# Purmerbuurt
Purmerbuurt est un village de la commune néerlandaise de Purmerend, dans la province de la Hollande-Septentrionale.